# Glenn Ficarra
Glenn Ficarra est un réalisateur, scénariste et producteur américain. Il collabore fréquemment avec John Requa.

## Filmographie

### Réalisateur
- 2009 : I Love You Phillip Morris avec John Requa
- 2011 : Crazy, Stupid, Love avec John Requa
- 2013 : Back in the Game (série TV) - épisode pilote avec John Requa
- 2015 : Diversion (Focus) avec John Requa
- 2016 : Whiskey Tango Foxtrot avec John Requa
- 2016-2018 : This Is Us (série TV) - 7 épisodes
- 2023 : Rabbit Hole (série TV) - avec John Requa - (également créateur et co-scénariste du show avec John Requa).

### Scénariste
- 1998-2000 : Les Castors allumés (The Angry Beavers)
- 2001 : Comme chiens et chats (Cats & Dogs)
- 2003 : Bad Santa
- 2005 : Bad News Bears
- 2009 : I Love You Phillip Morris
- 2010 : Comme chiens et chats : La Revanche de Kitty Galore (Cats and Dogs: The Revenge of Kitty Galore)
- 2011 : Pharm Girl
- 2015 : Diversion (Focus)
- 2021 : Jungle Cruise de Jaume Collet-Serra

### Producteur
- 2016 : Cigognes et Cie